# Полонична
Полони́чна — село в Україні, у Добротвірській селищній громаді, Шептицького району, Львівської області. Населення становить 617 осіб.

## Географія
Село Полонична розташоване за 67 км від обласного центру, 61 км від районного центру та 26 км від адміністративного центру сільської громади. За 25 км знаходиться найближча залізнична станція Батятичі.

## Населення
Станом на початок 1939 року у Полоничній мешкало 1410 осіб, з них: 1260 українців, 20 поляків, 70 латинників та 60 євреїв. За даними всеукраїнського перепису населення 2001 року у Полоничній мешкали 617 осіб.
Мова
Розподіл населення за рідною мовою за даними перепису 2001 року був наступним:
| українська | 617 | 100,00 |

## Символіка
13 жовтня 2016 року сільська рада затвердила герб і прапор села авторства Андрія Гречила.
Герб: «щит розтятий; у червоному полі срібний пам'ятник Свободи з золотим хрестом; у зеленому полі — срібна лілея над золотим жолудем з двома дубовими листочками».
Прапор: «квадратне полотнище, яке складається з двох рівношироких вертикальних смуг — червоної від древка і зеленої з вільного краю; на червоній смузі білий срібний пам'ятник Свободи з жовтим хрестом; на зеленій — біла лілея над жовтим жолудем із двома дубовими листочками».
Пам'ятник Свободи на гербі та прапорі є місцевою пам'яткою XIX століття. Він, як і червоне поле, символізує боротьбу мешканців села за волю і національне визволення. Срібна лілея використана як атрибут Богородиці, символ чистоти та непорочності, та вказує на Собор Пресвятої Богородиці у Полоничній. Зелений колір, дубові листки та жолудь символізують ліси довкола поселення.

## Відомі люди
- Мельник Василь Романович (1986—2016) — український військовик, солдат Збройних сил України, учасник російсько-української війни.